# Puchar Świata w łyżwiarstwie szybkim 2010/2011
Puchar Świata w łyżwiarstwie szybkim 2010/2011 był 26 edycją tej imprezy. Cykl rozpoczął się w Heerenveen 12 listopada 2010 roku, a zakończył 6 marca 2011 w tym samym holenderskim mieście.
Puchar Świata rozegrany został w 7 miastach, w 7 krajach, na 3 kontynentach. Dwukrotnie łyżwiarzy gościło Heerenveen.

## Medaliści zawodów

### Kobiety

#### Wyniki
| Data                 | Miejsce                                                           | Konkurencja                                                       | Zwycięzca                                                         | 2. miejsce                                                          | 3. miejsce                                                        |
| -------------------- | ----------------------------------------------------------------- | ----------------------------------------------------------------- | ----------------------------------------------------------------- | ------------------------------------------------------------------- | ----------------------------------------------------------------- |
| 12-14 listopada 2010 | Heerenveen                                                        | 500 m (12 listopada)                                              | Jenny Wolf                                                        | Lee Sang-hwa                                                        | Margot Boer                                                       |
| 12-14 listopada 2010 | Heerenveen                                                        | 1000 m (12 listopada)                                             | Christine Nesbitt                                                 | Margot Boer                                                         | Ireen Wüst                                                        |
| 12-14 listopada 2010 | Heerenveen                                                        | 500 m (13 listopada)                                              | Jenny Wolf                                                        | Margot Boer                                                         | Nao Kodaira                                                       |
| 12-14 listopada 2010 | Heerenveen                                                        | 3000 m (13 listopada)                                             | Stephanie Beckert                                                 | Cindy Klassen                                                       | Kristina Groves                                                   |
| 12-14 listopada 2010 | Heerenveen                                                        | 1500 m (14 listopada)                                             | Christine Nesbitt                                                 | Ireen Wüst                                                          | Marrit Leenstra                                                   |
| 19-21 listopada 2010 | Berlin                                                            | 500 m (19 listopada)                                              | Jenny Wolf                                                        | Lee Sang-hwa                                                        | Margot Boer                                                       |
| 19-21 listopada 2010 | Berlin                                                            | 1500 m (19 listopada)                                             | Christine Nesbitt                                                 | Ida Njåtun                                                          | Ireen Wüst                                                        |
| 19-21 listopada 2010 | Berlin                                                            | 500 m (20 listopada)                                              | Jenny Wolf                                                        | Margot Boer                                                         | Lee Sang-hwa                                                      |
| 19-21 listopada 2010 | Berlin                                                            | 3000 m (20 listopada)                                             | Jilleanne Rockard                                                 | Martina Sáblíková                                                   | Stephanie Beckert                                                 |
| 19-21 listopada 2010 | Berlin                                                            | 1000 m (21 listopada)                                             | Christine Nesbitt                                                 | Heather Richardson                                                  | Margot Boer                                                       |
| 19-21 listopada 2010 | Berlin                                                            | Drużynowo (21 listopada)                                          | Niemcy Isabell Ost · Jennifer Bay · Stephanie Beckert             | Holandia Ireen Wüst · Jorien Voorhuis · Marije Joling               | Norwegia Ida Njåtun · Hege Bøkko · Mari Hemmer                    |
| 27-28 listopada 2010 | Hamar                                                             | 5000 m (27 listopada)                                             | Stephanie Beckert                                                 | Martina Sáblíková                                                   | Eriko Ishino                                                      |
| 27-28 listopada 2010 | Hamar                                                             | 1500 m (28 listopada)                                             | Christine Nesbitt                                                 | Marrit Leenstra                                                     | Brittany Schussler                                                |
| 27-28 listopada 2010 | Hamar                                                             | Drużynowo (28 listopada)                                          | Kanada Cindy Klassen · Christine Nesbitt · Brittany Schusslert    | Rosja Jekatierina Łobyszewa · Jekatierina Szychowa · Julija Skokowa | Holandia Marije Joling · Marrit Leenstra · Jorien Voorhuis        |
| 4-5 grudnia 2010     | Changchun                                                         | 500 m (4 grudnia)                                                 | Lee Sang-hwa                                                      | Jenny Wolf                                                          | Nao Kodaira                                                       |
| 4-5 grudnia 2010     | Changchun                                                         | 1000 m (4 grudnia)                                                | Christine Nesbitt                                                 | Heather Richardson                                                  | Judith Hesse                                                      |
| 4-5 grudnia 2010     | Changchun                                                         | 500 m (5 grudnia)                                                 | Lee Sang-hwa                                                      | Jing Yu                                                             | Jenny Wolf                                                        |
| 4-5 grudnia 2010     | Changchun                                                         | 1000 m (5 grudnia)                                                | Christine Nesbitt                                                 | Heather Richardson                                                  | Nao Kodaira                                                       |
| 11-12 grudnia 2010   | Obihiro                                                           | 500 m (11 grudnia)                                                | Lee Sang-hwa                                                      | Jing Yu                                                             | Jenny Wolf                                                        |
| 11-12 grudnia 2010   | Obihiro                                                           | 1000 m (11 grudnia)                                               | Heather Richardson                                                | Nao Kodaira                                                         | Lee Sang-hwa                                                      |
| 11-12 grudnia 2010   | Obihiro                                                           | 500 m (12 grudnia)                                                | Jenny Wolf                                                        | Jing Yu                                                             | Lee Sang-hwa                                                      |
| 11-12 grudnia 2010   | Obihiro                                                           | 1000 m (12 grudnia)                                               | Heather Richardson                                                | Nao Kodaira                                                         | Maki Tsuji                                                        |
| 7-9 stycznia 2011    | 108. mistrzostwa Europy w wieloboju 2011 – Collalbo               | 108. mistrzostwa Europy w wieloboju 2011 – Collalbo               | 108. mistrzostwa Europy w wieloboju 2011 – Collalbo               | 108. mistrzostwa Europy w wieloboju 2011 – Collalbo                 | 108. mistrzostwa Europy w wieloboju 2011 – Collalbo               |
| 22-23 stycznia 2011  | 42. Mistrzostwa świata w wieloboju sprinterskim 2008 – Heerenveen | 42. Mistrzostwa świata w wieloboju sprinterskim 2008 – Heerenveen | 42. Mistrzostwa świata w wieloboju sprinterskim 2008 – Heerenveen | 42. Mistrzostwa świata w wieloboju sprinterskim 2008 – Heerenveen   | 42. Mistrzostwa świata w wieloboju sprinterskim 2008 – Heerenveen |
| 28-30 stycznia 2011  | Moskwa                                                            | 500 m (28 stycznia)                                               | Jenny Wolf                                                        | Margot Boer                                                         | Heather Richardson                                                |
| 28-30 stycznia 2011  | Moskwa                                                            | 3000 m (28 stycznia)                                              | Martina Sáblíková                                                 | Ireen Wüst                                                          | Brittany Schussler                                                |
| 28-30 stycznia 2011  | Moskwa                                                            | 500 m (29 stycznia)                                               | Jenny Wolf                                                        | Margot Boer                                                         | Heather Richardson                                                |
| 28-30 stycznia 2011  | Moskwa                                                            | 1500 m                                                            | Christine Nesbitt                                                 | Ireen Wüst                                                          | Martina Sáblíková                                                 |
| 28-30 stycznia 2011  | Moskwa                                                            | 1000 m                                                            | Christine Nesbitt                                                 | Ireen Wüst                                                          | Heather Richardson                                                |
| 28-30 stycznia 2011  | Moskwa                                                            | Drużynowo                                                         | Holandia Diane Valkenburg · Marrit Leenstra · Ireen Wüst          | Norwegia Ida Njåtun · Hege Bøkko · Mari Hemmer                      | Niemcy Isabell Ost · Jennifer Bay · Stephanie Beckert             |
| 12-13 stycznia 2011  | 105. mistrzostwa świata w wieloboju 2011 – Calgary                | 105. mistrzostwa świata w wieloboju 2011 – Calgary                | 105. mistrzostwa świata w wieloboju 2011 – Calgary                | 105. mistrzostwa świata w wieloboju 2011 – Calgary                  | 105. mistrzostwa świata w wieloboju 2011 – Calgary                |
| 19-20 lutego 2011    | Salt Lake City                                                    | 1500 m                                                            | Marrit Leenstra                                                   | Ireen Wüst                                                          | Christine Nesbitt                                                 |
| 19-20 lutego 2011    | Salt Lake City                                                    | 5000 m                                                            | Martina Sáblíková                                                 | Ireen Wüst                                                          | Christine Nesbitt                                                 |
| 4-6 marca 2011       | Heerenveen                                                        | 500 m                                                             | Annette Gerritsen                                                 | Jenny Wolf                                                          | Lee Sang-hwa                                                      |
| 4-6 marca 2011       | Heerenveen                                                        | 1000 m                                                            | Ireen Wüst                                                        | Marrit Leenstra                                                     | Laurine van Riessen                                               |
| 4-6 marca 2011       | Heerenveen                                                        | 500 m                                                             | Jenny Wolf                                                        | Lee Sang-hwa                                                        | Annette Gerritsen                                                 |
| 4-6 marca 2011       | Heerenveen                                                        | 1500 m                                                            | Ireen Wüst                                                        | Marrit Leenstra                                                     | Christine Nesbitt                                                 |
| 4-6 marca 2011       | Heerenveen                                                        | 3000 m                                                            | Martina Sáblíková                                                 | Stephanie Beckert                                                   | Jorien Voorhuis                                                   |
| 10-13 marca 2011     | 13. Mistrzostwa świata na dystansach 2008 – Inzell                | 13. Mistrzostwa świata na dystansach 2008 – Inzell                | 13. Mistrzostwa świata na dystansach 2008 – Inzell                | 13. Mistrzostwa świata na dystansach 2008 – Inzell                  | 13. Mistrzostwa świata na dystansach 2008 – Inzell                |

#### Klasyfikacje
| Lp. | Zawodnik            | Punkty |
| --- | ------------------- | ------ |
| 1.  | Jenny Wolf          | 1190   |
| 2.  | Lee Sang-hwa        | 875    |
| 3.  | Margot Boer         | 735    |
| 4.  | Heather Richardson  | 548    |
| 5.  | Nao Kodaira         | 511    |
| 6.  | Judith Hesse        | 442    |
| 7.  | Maki Tsuji          | 430    |
| 8.  | Laurine van Riessen | 386    |
| 9.  | Annette Gerritsen   | 375    |
| 10. | Shannon Rempel      | 311    |

| Lp. | Zawodnik               | Punkty |
| --- | ---------------------- | ------ |
| 1.  | Heather Richardson     | 605    |
| 2.  | Christine Nesbitt      | 590    |
| 3.  | Margot Boer            | 360    |
| 4.  | Nao Kodaira            | 353    |
| 5.  | Ireen Wüst             | 350    |
| 6.  | Laurine van Riessen    | 302    |
| 7.  | Shannon Rempel         | 264    |
| 8.  | Judith Hesse           | 261    |
| 9.  | Marrit Leenstra        | 250    |
| 10. | Gabriele Hirschbichler | 228    |

| Lp. | Zawodnik              | Punkty |
| --- | --------------------- | ------ |
| 1.  | Christine Nesbitt     | 575    |
| 2.  | Marrit Leenstra       | 466    |
| 3.  | Ireen Wüst            | 460    |
| 4.  | Brittany Schussler    | 265    |
| 5.  | Martina Sáblíková     | 227    |
| 6.  | Cindy Klassen         | 213    |
| 7.  | Ida Njâtun            | 185    |
| 8.  | Jilleanne Rookard     | 181    |
| 9.  | Diane Valkenburg      | 176    |
| 10. | Jekatierina Łobyszewa | 175    |

| Lp. | Zawodnik           | Punkty |
| --- | ------------------ | ------ |
| 1.  | Martina Sáblíková  | 510    |
| 2.  | Stephanie Beckert  | 475    |
| 3.  | Jilleanne Rookard  | 351    |
| 4.  | Brittany Schussler | 267    |
| 5.  | Eriko Ishino       | 256    |
| 6.  | Jorien Voorhuis    | 239    |
| 7.  | Cindy Klassen      | 218    |
| 8.  | Shiho Ishizawa     | 186    |
| 9.  | Ireen Wüst         | 176    |
| 10. | Christine Nesbitt  | 155    |

| Lp. | Zawodnik          | Punkty |
| --- | ----------------- | ------ |
| 1.  | Holandia          | 300    |
| 2.  | Niemcy            | 250    |
| 2.  | Norwegia          | 250    |
| 4.  | Rosja             | 220    |
| 5.  | Kanada            | 175    |
| 6.  | Polska            | 135    |
| 7.  | Japonia           | 112    |
| 8.  | Stany Zjednoczone | 72     |
| 9.  | Korea Południowa  | 60     |
| 10. | Chiny             | 45     |

### Mężczyźni

#### Wyniki
| Data                 | Miejsce                                                           | Konkurencja                                                       | Zwycięzca                                                         | 2. miejsce                                                            | 3. miejsce                                                          |
| -------------------- | ----------------------------------------------------------------- | ----------------------------------------------------------------- | ----------------------------------------------------------------- | --------------------------------------------------------------------- | ------------------------------------------------------------------- |
| 12-14 listopada 2010 | Heerenveen                                                        | 500 m (12 listopada)                                              | Jōji Katō                                                         | Lee Kang-seok                                                         | Lee Kyu-hyeok                                                       |
| 12-14 listopada 2010 | Heerenveen                                                        | 1000 m (12 listopada)                                             | Shani Davis                                                       | Stefan Groothuis                                                      | Simon Kuipers                                                       |
| 12-14 listopada 2010 | Heerenveen                                                        | 1500 m (13 listopada)                                             | Shani Davis                                                       | Simon Kuipers                                                         | Mark Tuitert                                                        |
| 12-14 listopada 2010 | Heerenveen                                                        | 500 m (14 listopada)                                              | Keiichirō Nagashima                                               | Jōji Katō                                                             | Lee Kang-seok                                                       |
| 12-14 listopada 2010 | Heerenveen                                                        | 5000 m (14 listopada)                                             | Bob de Jong                                                       | Iwan Skobriew                                                         | Wouter Olde Heuvel                                                  |
| 19-21 listopada 2010 | Berlin                                                            | 500 m (19 listopada)                                              | Jōji Katō                                                         | Jan Smeekens                                                          | Lee Kang-seok                                                       |
| 19-21 listopada 2010 | Berlin                                                            | 5000 m (19 listopada)                                             | Lee Seung-hoon                                                    | Jonathan Kuck                                                         | Håvard Bøkko                                                        |
| 19-21 listopada 2010 | Berlin                                                            | 500 m (20 listopada)                                              | Pekka Koskela                                                     | Tucker Fredricks                                                      | Kang-Seok Lee                                                       |
| 19-21 listopada 2010 | Berlin                                                            | 1500 m (20 listopada)                                             | Håvard Bøkko                                                      | Trevor Marsicano                                                      | Stefan Groothuis                                                    |
| 19-21 listopada 2010 | Berlin                                                            | 1000 m (21 listopada)                                             | Shani Davis                                                       | Lee Kyu-hyeok                                                         | Simon Kuipers                                                       |
| 19-21 listopada 2010 | Berlin                                                            | Drużynowo (21 listopada)                                          | Stany Zjednoczone Shani Davis · Trevor Marsicano · Jonathan Kuck  | Norwegia Håvard Bøkko · Henrik Christiansen · Sverre Lunde Pedersen   | Holandia Wouter Olde Heuvel · Koen Verweij · Bob de Vries           |
| 27-28 listopada 2010 | Hamar                                                             | 1500 m (27 listopada)                                             | Trevor Marsicano                                                  | Simon Kuipers                                                         | Shani Davis                                                         |
| 27-28 listopada 2010 | Hamar                                                             | Drużynowo (27 listopada)                                          | Stany Zjednoczone Shani Davis · Jonathan Kuck · Trevor Marsicano  | Kanada Lucas Makowsky · Denny Morrison · Justin Warsylewicz           | Norwegia Håvard Bøkko · Henrik Christiansen · Fredrik van der Horst |
| 27-28 listopada 2010 | Hamar                                                             | 10000 m (28 listopada)                                            | Bob de Jong                                                       | Iwan Skobriew                                                         | Jorrit Bergsma                                                      |
| 4-5 grudnia 2010     | Changchun                                                         | 500 m (4 grudnia)                                                 | Lee Kang-seok                                                     | Jōji Katō                                                             | Keiichirō Nagashima                                                 |
| 4-5 grudnia 2010     | Changchun                                                         | 1000 m (4 grudnia)                                                | Stefan Groothuis                                                  | Lee Kyu-hyeok                                                         | Simon Kuipers                                                       |
| 4-5 grudnia 2010     | Changchun                                                         | 500 m (5 grudnia)                                                 | Tucker Fredricks                                                  | Lee Kyu-hyeok                                                         | Jan Smeekens                                                        |
| 4-5 grudnia 2010     | Changchun                                                         | 1000 m (5 grudnia)                                                | Stefan Groothuis                                                  | Simon Kuipers                                                         | Lee Kyu-hyeok                                                       |
| 11-12 grudnia 2010   | Obihiro                                                           | 500 m (11 grudnia)                                                | Lee Kang-seok                                                     | Keiichirō Nagashima                                                   | Akio Ota                                                            |
| 11-12 grudnia 2010   | Obihiro                                                           | 1000 m (11 grudnia)                                               | Shani Davis                                                       | Lee Kyu-hyeok                                                         | Denny Morrison                                                      |
| 11-12 grudnia 2010   | Obihiro                                                           | 500 m (12 grudnia)                                                | Jōji Katō                                                         | Keiichirō Nagashima                                                   | Lee Kyu-hyeok                                                       |
| 11-12 grudnia 2010   | Obihiro                                                           | 1000 m (12 grudnia)                                               | Samuel Schwarz                                                    | Shani Davis                                                           | Jan Bos                                                             |
| 7-9 stycznia 2011    | 108. mistrzostwa Europy w wieloboju 2011 – Collalbo               | 108. mistrzostwa Europy w wieloboju 2011 – Collalbo               | 108. mistrzostwa Europy w wieloboju 2011 – Collalbo               | 108. mistrzostwa Europy w wieloboju 2011 – Collalbo                   | 108. mistrzostwa Europy w wieloboju 2011 – Collalbo                 |
| 22-23 stycznia 2011  | 42. Mistrzostwa świata w wieloboju sprinterskim 2008 – Heerenveen | 42. Mistrzostwa świata w wieloboju sprinterskim 2008 – Heerenveen | 42. Mistrzostwa świata w wieloboju sprinterskim 2008 – Heerenveen | 42. Mistrzostwa świata w wieloboju sprinterskim 2008 – Heerenveen     | 42. Mistrzostwa świata w wieloboju sprinterskim 2008 – Heerenveen   |
| 28-30 stycznia 2011  | Moskwa                                                            | 500 m                                                             | Pekka Koskela                                                     | Jamie Gregg                                                           | Jacques de Koning                                                   |
| 28-30 stycznia 2011  | Moskwa                                                            | 1000 m                                                            | Stefan Groothuis                                                  | Denny Morrison                                                        | Mikael Flygind Larsen                                               |
| 28-30 stycznia 2011  | Moskwa                                                            | 500 m                                                             | Jan Smeekens                                                      | Akio Ota                                                              | Tucker Fredricks                                                    |
| 28-30 stycznia 2011  | Moskwa                                                            | 1500 m                                                            | Iwan Skobriew                                                     | Denny Morrison                                                        | Mark Tuitert                                                        |
| 28-30 stycznia 2011  | Moskwa                                                            | 5000 m                                                            | Bob de Jong                                                       | Iwan Skobriew                                                         | Håvard Bøkko                                                        |
| 28-30 stycznia 2011  | Moskwa                                                            | Drużynowo                                                         | Rosja Iwan Skobriew · Pawieł Bajnow · Aleksandr Rumiancew         | Norwegia Håvard Bøkko · Mikael Flygind Larsen · Sverre Lunde Pedersen | Niemcy Patrick Beckert · Marco Weber · Robert Lehmann               |
| 12-13 stycznia 2011  | 105. mistrzostwa świata w wieloboju 2011 – Calgary                | 105. mistrzostwa świata w wieloboju 2011 – Calgary                | 105. mistrzostwa świata w wieloboju 2011 – Calgary                | 105. mistrzostwa świata w wieloboju 2011 – Calgary                    | 105. mistrzostwa świata w wieloboju 2011 – Calgary                  |
| 19-20 lutego 2011    | Salt Lake City                                                    | 1500 m                                                            | Trevor Marsicano                                                  | Shani Davis                                                           | Mark Tuitert                                                        |
| 19-20 lutego 2011    | Salt Lake City                                                    | 10000 m                                                           | Bob de Jong                                                       | Lee Seung-hoon                                                        | Bob de Vries                                                        |
| 4-6 marca 2011       | Heerenveen                                                        | 500 m                                                             | Lee Kang-seok                                                     | Lee Kyu-hyeok                                                         | Jacques de Koning                                                   |
| 4-6 marca 2011       | Heerenveen                                                        | 1000 m                                                            | Stefan Groothuis                                                  | Lee Kyu-hyeok                                                         | Shani Davis                                                         |
| 4-6 marca 2011       | Heerenveen                                                        | 500 m                                                             | Lee Kyu-hyeok                                                     | Yūya Oikawa                                                           | Lee Kang-seok                                                       |
| 4-6 marca 2011       | Heerenveen                                                        | 1500 m                                                            | Shani Davis                                                       | Stefan Groothuis                                                      | Iwan Skobriew                                                       |
| 4-6 marca 2011       | Heerenveen                                                        | 5000 m                                                            | Bob de Jong                                                       | Iwan Skobriew                                                         | Bob de Vries                                                        |
| 10-13 marca 2011     | 13. Mistrzostwa świata na dystansach 2008 – Inzell                | 13. Mistrzostwa świata na dystansach 2008 – Inzell                | 13. Mistrzostwa świata na dystansach 2008 – Inzell                | 13. Mistrzostwa świata na dystansach 2008 – Inzell                    | 13. Mistrzostwa świata na dystansach 2008 – Inzell                  |

#### Klasyfikacje
| Lp. | Zawodnik            | Punkty |
| --- | ------------------- | ------ |
| 1.  | Lee Kang-seok       | 845    |
| 2.  | Lee Kyu-hyeok       | 745    |
| 3.  | Jōji Katō           | 671    |
| 4.  | Tucker Fredricks    | 639    |
| 5.  | Jan Smeekens        | 592    |
| 6.  | Keiichirō Nagashima | 538    |
| 7.  | Akio Ota            | 501    |
| 8.  | Yūya Oikawa         | 475    |
| 9.  | Dmitrij Łobkow      | 450    |
| 10. | Jacques de Koning   | 406    |

| Lp. | Zawodnik              | Punkty |
| --- | --------------------- | ------ |
| 1.  | Stefan Groothuis      | 580    |
| 2.  | Lee Kyu-hyeok         | 522    |
| 3.  | Shani Davis           | 485    |
| 4.  | Simon Kuipers         | 354    |
| 5.  | Denny Morrison        | 336    |
| 6.  | Jan Bos               | 317    |
| 7.  | Samuel Schwarz        | 314    |
| 8.  | Mikael Flygind Larsen | 299    |
| 9.  | Nico Ihle             | 270    |
| 10. | Dmitrij Łobkow        | 253    |

| Lp. | Zawodnik              | Punkty |
| --- | --------------------- | ------ |
| 1.  | Shani Davis           | 440    |
| 2.  | Håvard Bøkko          | 357    |
| 3.  | Stefan Groothuis      | 342    |
| 4.  | Iwan Skobriew         | 333    |
| 5.  | Trevor Marsicano      | 325    |
| 6.  | Simon Kuipers         | 303    |
| 7.  | Mark Tuitert          | 298    |
| 8.  | Denny Morrison        | 257    |
| 9.  | Jonathan Kuck         | 190    |
| 10. | Mikael Flygind Larsen | 188    |

| Lp. | Zawodnik           | Punkty |
| --- | ------------------ | ------ |
| 1.  | Bob de Jong        | 610    |
| 2.  | Iwan Skobriew      | 400    |
| 3.  | Bob de Vries       | 356    |
| 4.  | Håvard Bøkko       | 331    |
| 5.  | Jonathan Kuck      | 275    |
| 6.  | Wouter Olde Heuvel | 255    |
| 7.  | Jorrit Bergsma     | 224    |
| 8.  | Lee Seung-hoon     | 220    |
| 9.  | Patrick Beckert    | 163    |
| 10. | Øystein Grødum     | 157    |

| Lp. | Zawodnik          | Punkty |
| --- | ----------------- | ------ |
| 1.  | Norwegia          | 270    |
| 2.  | Rosja             | 250    |
| 3.  | Stany Zjednoczone | 232    |
| 4.  | Kanada            | 220    |
| 5.  | Niemcy            | 174    |
| 6.  | Polska            | 147    |
| 7.  | Włochy            | 141    |
| 8.  | Holandia          | 120    |
| 9.  | Kazachstan        | 109    |
| 10. | Czechy            | 79     |